# Флоріан Руссо
Флоріан Руссо (фр. Florian Rousseau, 3 лютого 1974) — французький велогонщик.
Олімпійський чемпіон 1996 (гіт на 1000 м), 2000 (командний спринт), 2000 (кейрін) років, срібний призер 2000 року в спринті.
Чемпіон світу з трекових велоперегонів 1993 (гіт на 1000 м), 1994 (гіт на 1000 м), 1996 (спринт), 1997 (спринт), 1997 (командний спринт), 1998 (спринт), 1998 (командний спринт), 1999 (командний спринт), 2000 (командний спринт), 2001 (командний спринт) років, срібний призер 1995 (гіт на 1000 м), 1995 (командний спринт) років, бронзовий призер 1996 (командний спринт), 1999 (спринт), 2001 (спринт), 2002 (спринт) років.